# Hills (Iowa)
Hills – miasto w Stanach Zjednoczonych, w stanie Iowa, w hrabstwie Johnson. W 2000 roku liczyło 679 mieszkańców.